# Annemarie Auer
Annemarie Auer (Neumünster, 10 de junio de 1913-Berlín, 7 de febrero de 2002) fue una escritora alemana

## Vida
Creció en Kiel, donde su padre participó en el levantamiento marinero. Después de finalizar su aprendizaje como librera, trabajó hasta 1943 vendiendo libros en Berlín. Entre los años 1943 y 1945 fue reclutada para trabajar en la industria armamentística. Entre 1947 y 1950 trabajó como redactora en la radio y entre 1950 y 1952 trabajó en la Academia de las Artes de Berlín en Berlín Este. En 1953 empezó a estudiar germanística en la Universidad Humboldt, estudios que se vio obligada a abandonar por motivos de salud. Fue redactora de la revista neue deutsche literatur. Desde 1960 empezó a vivir como escritora por cuenta propia.
Alcanzó la fama por sus ensayos literarios, aunque también escribió cuentos y se desempeñó como editora.
Desde 1972 fue miembro del PEN Club Internacional de la República Democrática Alemana. Estuvo casada con el escritor austríaco Eduard Zak.

## Premios y distinciones
- 1968 Premio F. C. Weiskopf
- 1973 Medalla Johannes R. Becher
- 1976 Premio Heinrich Mann[4]
- 1983 Doctor honoris causa por la Universidad Martin Luther de Halle-Wittenberg
- 1983 Vaterländischer Verdienstorden (oro)

## Obra
- Standorte, Erkundungen (1967)
- Die kritischen Wälder (1974)
- Erleben, erfahren, schreiben (1977)
- Morgendliche Erscheinung (1987)

### Como editora
- Bernhard Kellermann zum Gedenken (1952)
- Gerhart Hauptmann zu seinem 90. Geburtstag (1952)
- Landschaft der Dichter (1958)
- Deutsche Landschaftsdichtung (1962)
- Ludwig Renn (1964)